# Justizvollzugsanstalt Werl
Die Justizvollzugsanstalt (JVA) Werl befindet sich auf einem etwa vierzehn Hektar großen Gelände an der Belgischen Straße im Norden der Stadt Werl. Sie ist mit 1034 Haftplätzen eine der größten Justizvollzugsanstalten in Deutschland.

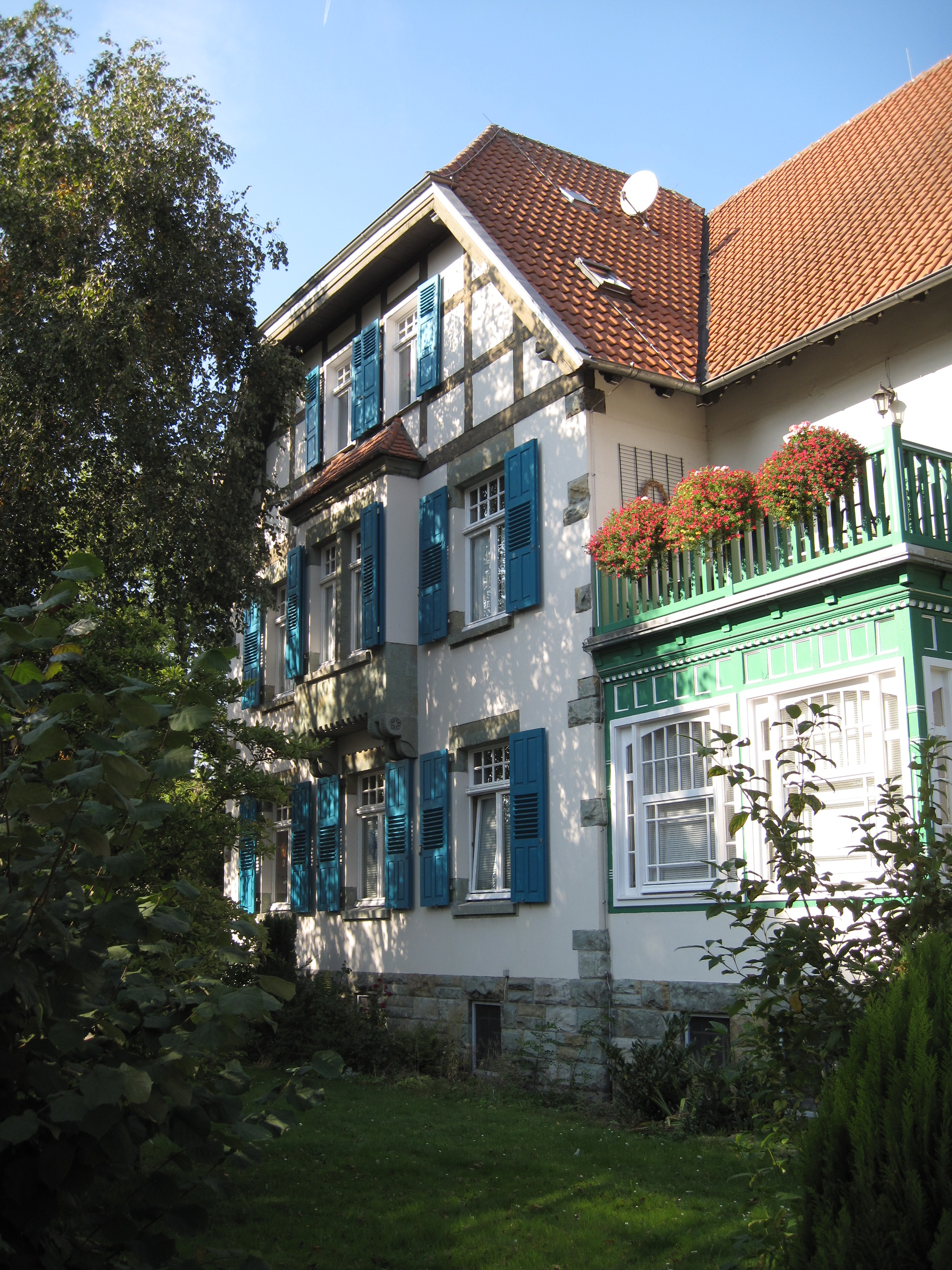
Denkmalgeschützte Dienstwohnungen

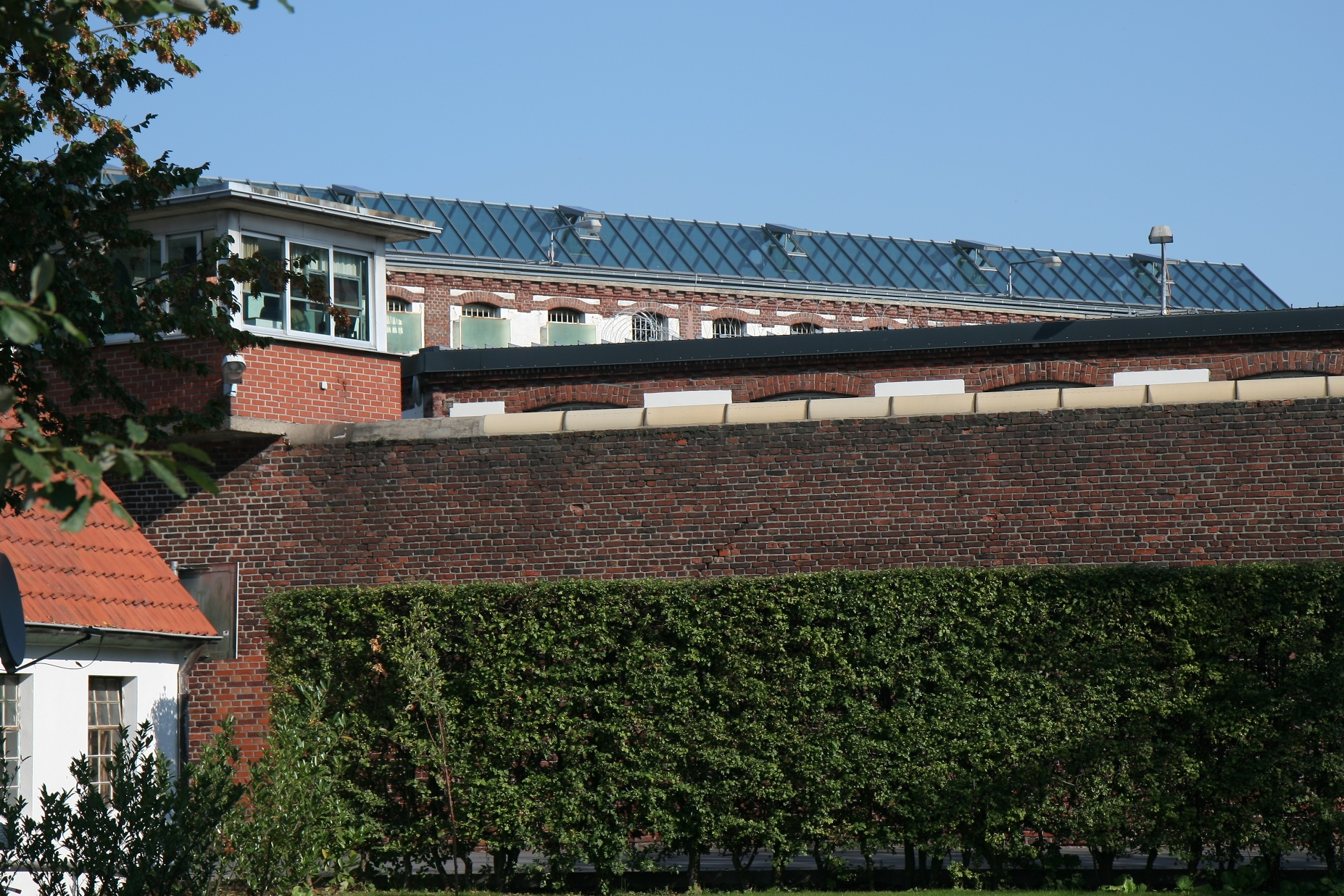
Mauer mit Beobachtungskanzel

## Geschichte und Architektur
Der vierflügelige, viergeschossige Kreuzbau in panoptischer Anordnung wurde ab 1906 errichtet und am 1. Juli 1908 als Königlich-Preußisches Zentralgefängnis in Betrieb genommen. Später wurde das Gefängnis umbenannt in Zuchthaus und Sicherungsanstalt und Strafanstalt, bis es die heutige Bezeichnung Justizvollzugsanstalt erhielt.
Im verkürzten südwestlichen Flügel ist die Anstaltskirche mit eingezogenem, rechteckigen Turm untergebracht. Das Äußere der Gebäude ist durch den Wechsel von Putzflächen und backsteinsichtigem Mauerwerk gegliedert. Außerhalb der Anlage stehen entlang der Anstaltsmauern ein- und zweigeschossige Häuser. Sie wurden von 1906 bis 1908 für die Bediensteten errichtet. Die Bauten auf Grünsandsteinsockeln wurden teilweise mit Fachwerkobergeschossen gebaut und stehen zum Teil unter Denkmalschutz.
In der Nachkriegszeit diente das Gefängnis als Allied National Prison, Werl (auch Britisches Militärgefängnis oder Kriegsverbrechergefängnis Werl). Hier verbüßten die verurteilten Kriegs- und NS-Verbrecher aus den NS-Prozessen in der Britischen Zone ihre Haftstrafen. In einigen Fällen wurde die Todesstrafe vollstreckt. Vergleichbare Einrichtungen waren das War Criminals Prison No. 1 in Landsberg in der amerikanischen Zone und das Kriegsverbrechergefängnis Wittlich in der französischen Zone.
2007 wurde eine Erweiterung in Angriff genommen. Es wurden Werkhallen (u. a. Erneuerung der Anstaltsbäckerei und der Schlosserei) errichtet.
Auf einem weiteren benachbarten brachliegenden Grundstück soll in den nächsten Jahren die Sicherungsverwahranstalt des Landes Nordrhein-Westfalen entstehen. Die Pläne mussten mehrfach geändert werden, u. a. wird die Zellengröße (inkl. einem Nassbereich und einer Küchenzeile) 20 m² betragen. Die Bauausführung macht es erforderlich, dass in dem betroffenen Bereich auch etliche Dienstwohnhäuser der Bediensteten abgerissen werden müssen. Das ist auch daher besonders erwähnenswert, da die Häuser unter Denkmalschutz stehen und den Bewohnern versichert wurde, dass die Häuser einer Erweiterung der Anstalt nicht weichen müssten. Die Pläne haben sich allerdings geändert und so soll u. a. die Eingangspforte für die gesamte Anstalt an der Stelle als neue Zentralpforte ausgebaut werden.
Die Außensicherung ist durch eine bis zu sechs Meter hohe Mauer gewährleistet. In dieser sind fünf Beobachtungskanzeln integriert. Die Kanzeln sind mit Bediensteten besetzt. Die Anstalt wird zudem durch Kameras überwacht. Die innerhalb der Anstalt befindlichen Höfe sind zum Teil mit elektronischen Alarmzäunen umwehrt.

## Zuständigkeit
Die JVA Werl ist zuständig für die Vollstreckung von:
- Freiheitsstrafe (Regelvollzug) von drei Monaten bis einschließlich zwei Jahre
- Freiheitsstrafe von mehr als zwei Jahren entsprechend dem Ergebnis des Einweisungsverfahrens
- Freiheitsstrafe von mehr als 24 Monaten an Ausländern
- Sicherungsverwahrung[5]

Die Zuständigkeiten der Justizvollzugsanstalten in Nordrhein-Westfalen sind im Vollstreckungsplan des Landes NRW geregelt (AV d. JM v. 16. September 2003 – 4431 – IV B. 28).

## Ausbildung und Weiterbildung
Der JVA Werl stehen 20 Ausbildungsplätze für Gefangene zur Verfügung. Träger der Ausbildungsmaßnahmen ist das Berufsförderungswerk des Deutschen Gewerkschaftsbundes.
Ausgebildet werden:
- Bäcker
- Koch
- Tischler[7]

## NS-Kriegsverbrecher
- KZ-Aufseherinnen Hertha Bothe und Hertha Ehlert, verurteilt im Bergen-Belsen-Prozess
- Generaloberst Nikolaus von Falkenhorst, verurteilt von einem britisch-norwegischen Militärgericht wegen Kriegsverbrechen in Norwegen
- Generalfeldmarschall Albert Kesselring, verurteilt wegen Kriegsverbrechen in Italien
- Generalfeldmarschall Erich von Manstein, verurteilt wegen Kriegsverbrechen in der Sowjetunion
- SS-Hauptsturmführer Oscar Hans, verurteilt wegen Kriegsverbrechen in Norwegen
- KZ-Aufseherin Margarete Mewes, verurteilt im ersten Ravensbrück-Prozess
- SS-Brigadeführer Kurt Meyer („Panzermeyer“), verurteilt wegen Kriegsverbrechen in Frankreich und Belgien
- SS-Gruppenführer Max Simon, verurteilt wegen Kriegsverbrechen in Italien, u. a. wegen des Massakers von Marzabotto
- SS-Untersturmführer und KZ-Kommandant Otto Harder, verurteilt während der Curiohaus-Prozesse

Die meisten NS-Kriegsverbrecher wurden Anfang bis Mitte der 1950er Jahre freigelassen. Im August 1955 befanden sich in Werl nur noch 55 britische Häftlinge, die über die nächsten zwei Jahre entlassen wurden.

## In den Medien
Am 30. Juni 1992 nahmen die beiden Schwerverbrecher Michael Heckhoff und Kurt Knickmeier mit einer Pistolenattrappe in der Krankenabteilung der JVA einen Zahnarzt, seine beiden Assistentinnen und vier Beamte als Geiseln und forderten Lösegeld und freies Geleit. Nach 13 Stunden wurde Heckhoff beim Besichtigen des Fluchtwagens mit zwei Schüssen überwältigt, Knickmeier zündete daraufhin zwei der Geiseln mit Waschbenzin an und verletzte sie schwer, ehe er selbst bei der Erstürmung der Krankenabteilung überwältigt wurde.
Am 19. April 2011 wurde die ARD-Talkshow Menschen bei Maischberger ausgestrahlt, die zuvor in der JVA aufgezeichnet worden war. Moderatorin Sandra Maischberger hatte u. a. Michael Skirl, Jurist und Direktor der JVA Werl, Tatort-Mediziner und Gefängnisarzt Joe Bausch sowie Inhaftierte als Gesprächsgäste.
Der Gefängnisarzt Joe Bausch spielt in den Kölner Tatort-Folgen mit den Schauspielern Dietmar Bär (KHK Alfred Schenk) und Klaus J. Behrendt (KHK Max Ballauf) den Gerichtsmediziner Dr. Joseph Roth. Der ehemalige Anstaltsdirektor Michael Skirl ist Autor eines Buches zur Sicherungsverwahrung (Wegsperren!?: Ein Gefängnisdirektor über Sinn und Unsinn der Sicherungsverwahrung) das im Jahr 2012 erschienen ist; in diesem Zusammenhang wurde über Skirl und die JVA Werl auch in überregionalen Medien berichtet.
In der Reportage Hinter Gittern – Der Knastarzt Joe Bausch aus der Reihe Planet Wissen berichtet Joe Bausch über seine Arbeit als Anstaltsarzt der JVA Werl.

## Sonstiges
- Savitri Devi, Idol der Neonazi-Szene, war hier wegen „Verbreitens nationalsozialistischer Propaganda“ etwa sechs Monate inhaftiert.
- Einer der Insassen war Dieter Degowski, der zusammen mit einem Komplizen nach einem gescheiterten Bankraub in Gladbeck im Jahr 1988 auf der Flucht mehrere Gefangene nahm, von denen zwei getötet wurden.
- Zusammen mit dem Theologen Theo Halekotte führte Karl Cervik von der Humanistischen Union Gruppenarbeit in einer Wohngruppe durch.
- Im Zuchthaus Werl arbeitete der Vater des Erzählers in Edgar Selges Buch Hast du uns endlich gefunden (2021).[10]